# Roseto Niso Fumagalli de Monza
La rosaleda Niso Fumagalli de Monza, en italiano: Roseto Niso Fumagalli di Monza es una rosaleda que se encuentra en los jardines de la Villa Reale en Monza.

## Localización
Roseto Niso Fumagalli Villa Reale, 20052 Monza, Lombardia-Lombardía, Italia.
Planos y vistas satelitales.45°35′36.37″N 9°16′27.06″E / 45.5934361, 9.2741833
Está abierto al público todos los días del año.

## Historia
María Teresa I de Austria decidió construir la Villa Arciducale cuando estableció asignar a su hijo Fernando de Habsburgo-Este la carica di (el cargo de) Gobernador General de la Lombardía austriaca. María Teresa eligió Monza por la salubridad del aire y la amenidad del pueblo, sin embargo quería mantener también un fuerte símbolo de unión entre Viena y Milán, puesto que el sitio donde construirían la villa se hallaba en el recorrido entre la capital lombarda y la capital del Imperio.

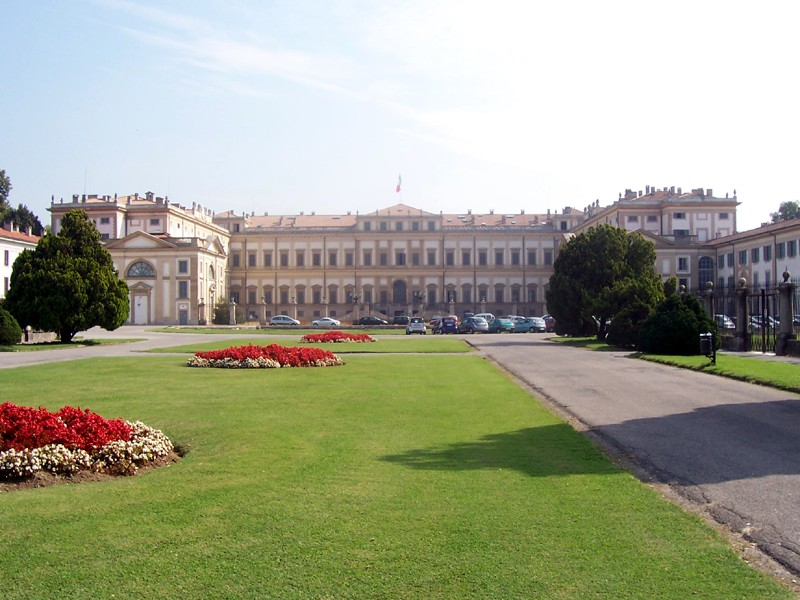
La fachada principal de la Villa Reale.

El arquitecto imperial Giuseppe Piermarini recibió el encargo de construir la villa en el año 1777 y consiguió realizar su tarea en tres años. 
Luego, el joven archiduque Fernando hizo ampliar el complejo arquitectónico, siempre por obra del arquitecto Piermarini, y usó la Villa como residencia de campo hasta la llegada de los ejércitos de Napoleón en el año 1796.
Eugenio de Beauharnais, que en el año 1805 fue nombrado virrey del nuevo Reino de Italia, estableció su residencia principal en la villa, que llegó así a ser Villa Real. Entre el 1806 y el 1808, quiso ampliar el complejo arquitectónico, que estaba formado por la villa y el jardín, y realizó el Parque, cerrado y con superficie de 750 hectáreas, que se utilizaba como coto de caza.
Tras la caída de Napoleón (1815), los austriacos volvieron y permanecieron allí hasta la segunda guerra de independencia (1859), cuando la Villa Real pasó a ser patrimonio de la Casa de Saboya. El Rey Humberto I adoraba la Villa y le encantaba vivir ahí, y por eso quiso que los arquitectos Achille Majnoni d'Intignano y Luigi Tarantola transformasen muchos espacios.
En el 1900 Humberto I fue asesinado en Monza por Gaetano Bresci cuando presenciaba una manifestación deportiva; luego su hijo, el Rey Víctor Manuel III no quiso vivir más en la villa de la ciudad en donde mataron a su padre, así que la cerró y trasladó gran parte del mobiliario al Quirinale. 
En el 1934, con real decreto, Víctor Manuel III donó la villa a los municipios de Monza y de Milán. En los años posteriores a la Segunda Guerra Mundial, la villa fue ocupada y expoliada y cayó en decadencia.
Tras un período de decadencia, recientemente se ha empezado a trabajar para restaurar la villa. Hoy en día la Villa Real está administrada por los municipios de Monza y Milán.
El edificio, usado como invernadero para el jardín de la villa, llamado Orangerie en el proyecto original de Giuseppe Piermarini, es hoy en día llamado por todo el mundo il Serrone (Invernadero grande, en italiano) y fue construido en el año 1790.
Este edificio muy grande recibe mucha luz natural gracias a muchísimas ventanas. Ese edificio fue utilizado no sólo como invernadero, sino también, durante la dominación de los Habsburgo, para organizar fiestas para la Corte. Actualmente se utiliza como espacio para exposiciones de diversa índole.
En la segunda mitad del siglo XX (1964), justo en frente al Serrone, fue creada una rosaleda gracias a la iniciativa de Niso Fumagalli que persuadió a la Municipalidad de Monza de proporcionar a la recién formada «Associazione Italiana della Rosa» con espacio para un jardín frente a la abandonada Villa Reale, donde una vez Eugéne de Beauhernais, el hijo de la Emperatriz Josephine, había estado en el país como virrey de Italia.
Desde el principio, Niso Fumagalli, insistió en la importancia del jardín como un campo de ensayos. Debido a su creencia en la importancia de perfume en las rosas, el premio que se  otorga en el concurso al perfume de las rosas, "La Corona della Regina Teodolinda" es el premio más importante otorgado a estos ensayos de Monza.

## Colecciones
En un área de unos 10.000 m², se encuentran cerca de 1.100 especies diversas variedades de Rosas. 
Se pueden observar las, 
- Rosas botánicas, tienen una importancia particular las colecciones de "rosas botánicas"
- Rosas antiguas de la herencia, las cuales eran las que existían anteriormente y empezó a declinar su cultivo con el inicio de las hibridaciones con la rosa china, que tuvieron un desarrollo importante desde los inicios del siglo XIX, que dieron lugar al inicio de las numerosísimas variedades que presentan las "rosas modernas".
- Rosas modernas, se están albergando a las nuevas variedades de rosas recién creadas, que proceden de todo el mundo, y permanecen durante dos años, participando en el concurso internacional para variedades nuevas. "La Corona della Regina Teodolinda" es el premio más importante otorgado a estos ensayos de Monza.

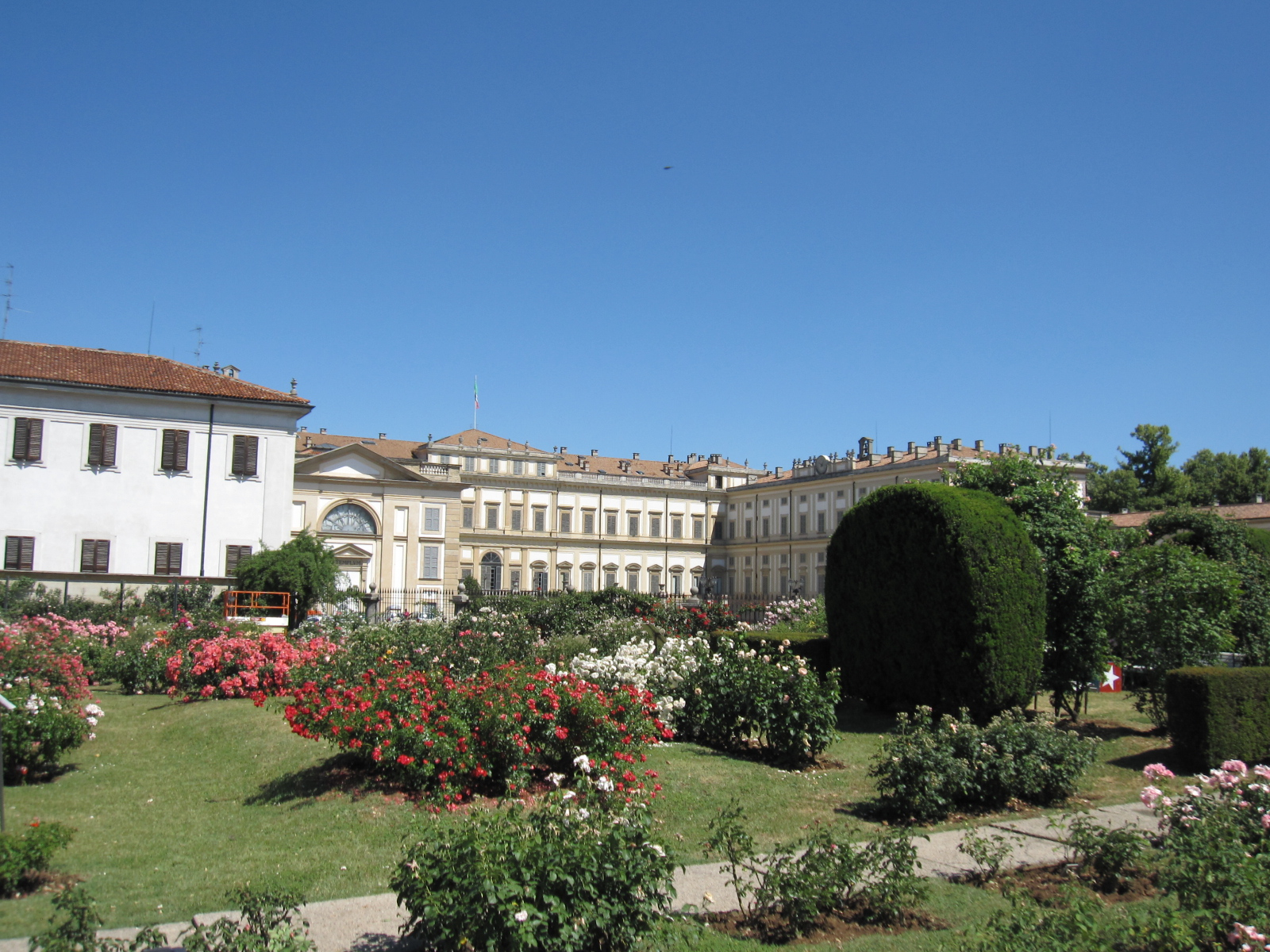
La rosaleda 'Niso Fumagalli' en la Villa Reale de Monza.
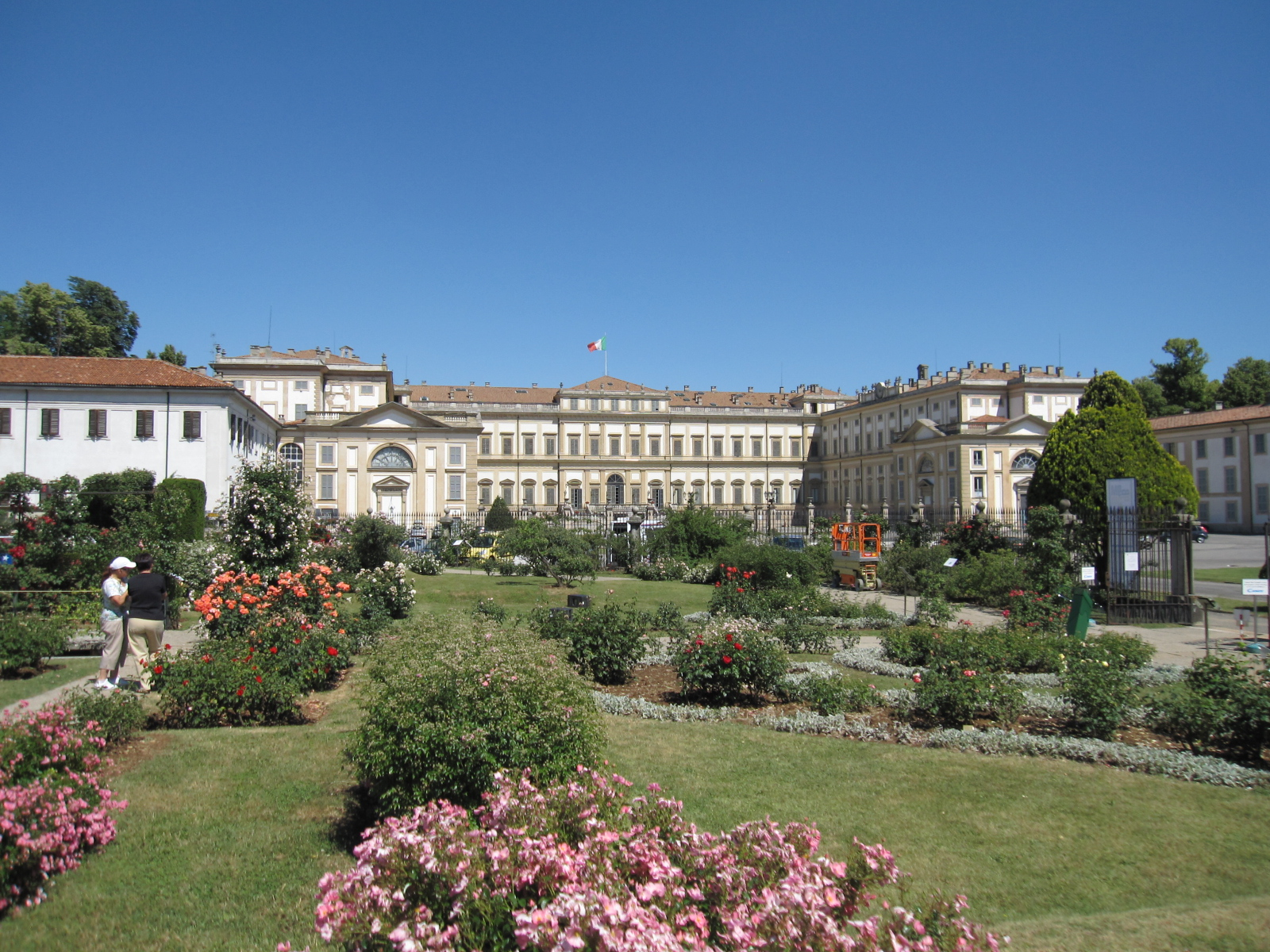
La rosaleda 'Niso Fumagalli' con vista parcial de la Villa Reale.
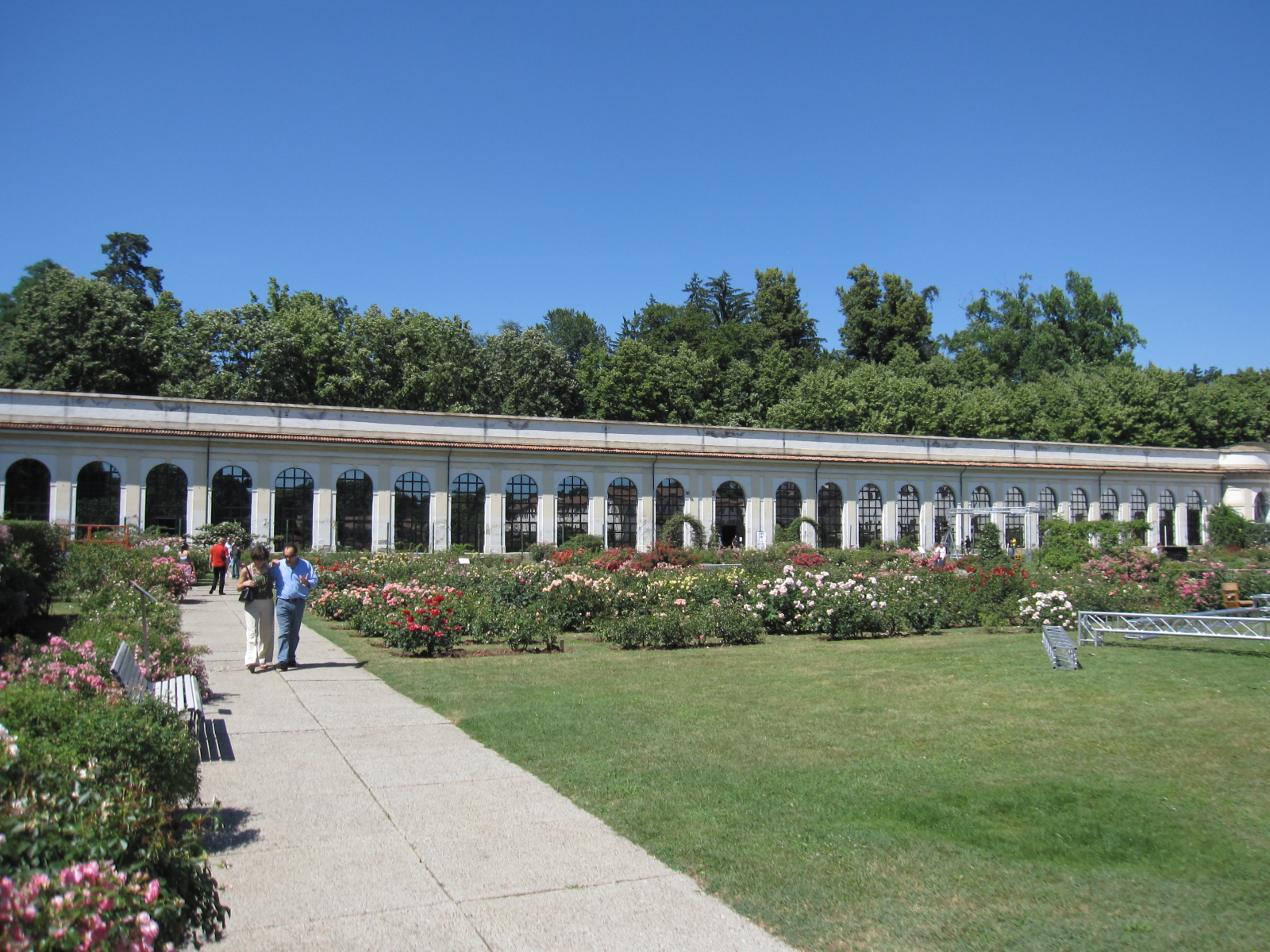
La rosaleda 'Niso Fumagalli' y al fondo "il Serrone"
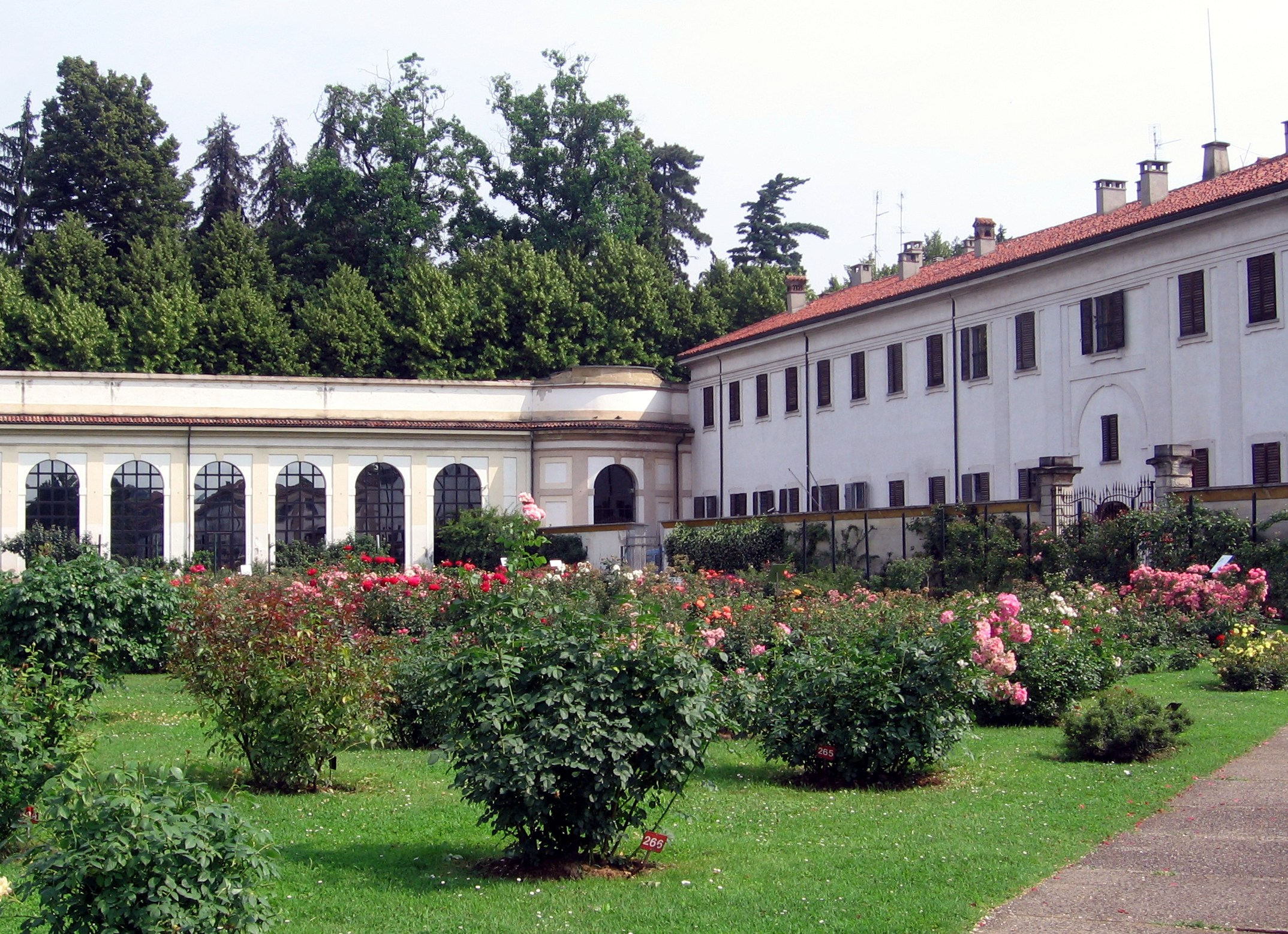
La rosaleda 'Niso Fumagalli'
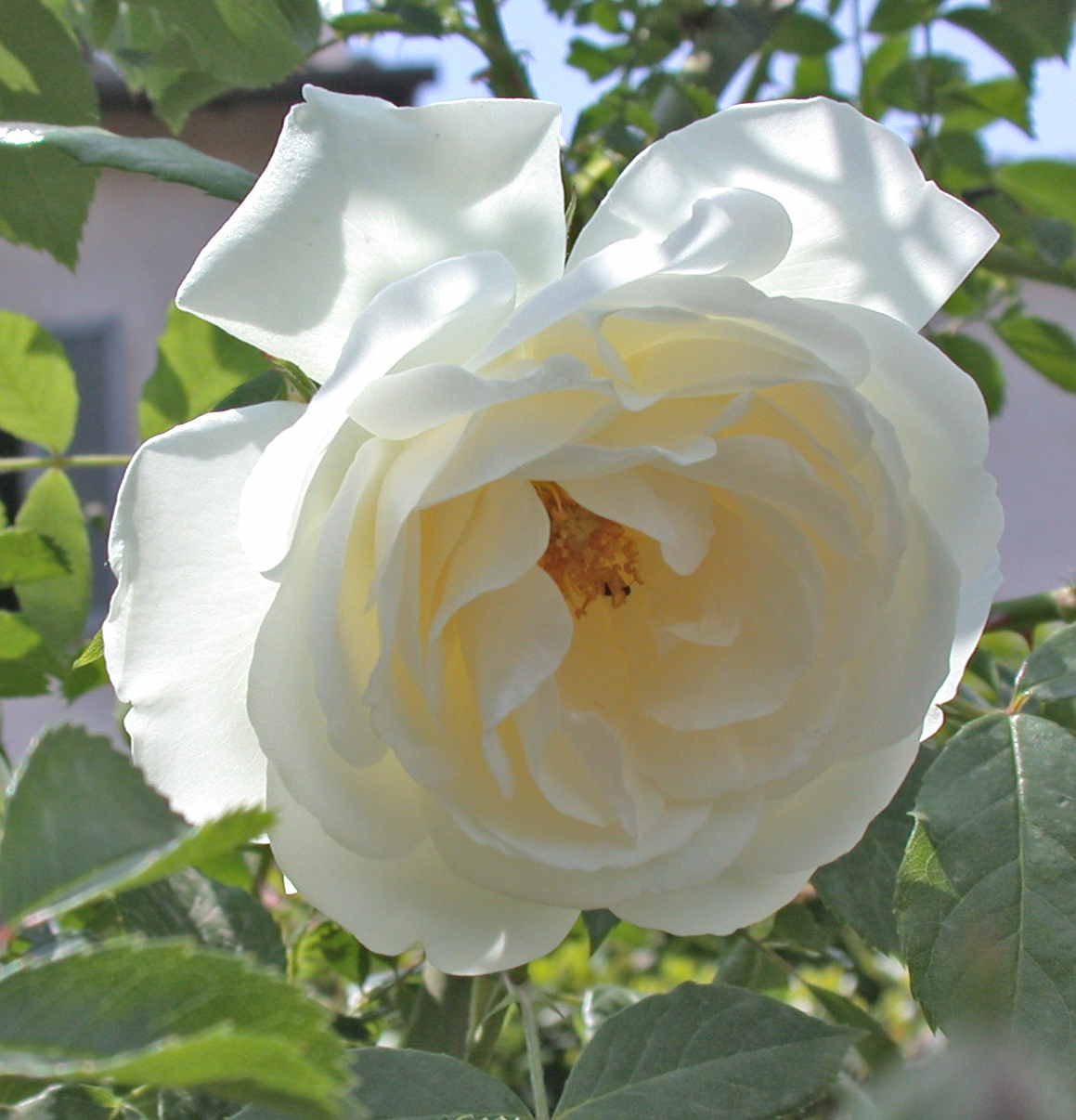
Rosa 'Climbing Iceberg', B.R.Cant, 1968 (Inglaterra)
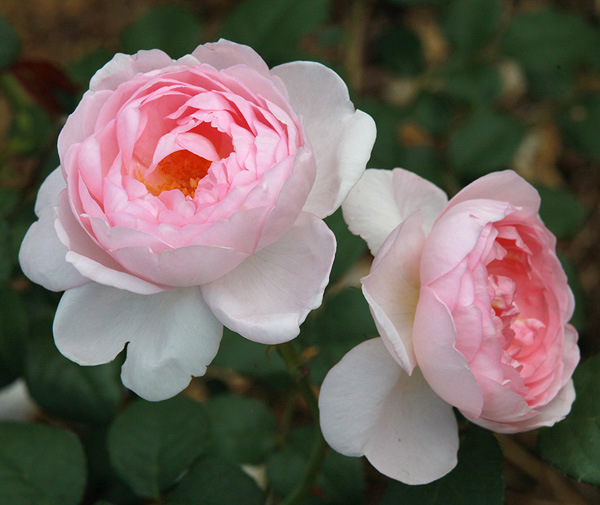
Rosa 'Scepter'd Isle', David Austin, 1989 (Inglaterra) Internal breeder code: 0-18-89. No. 082 in the 1997 Monza Competition.
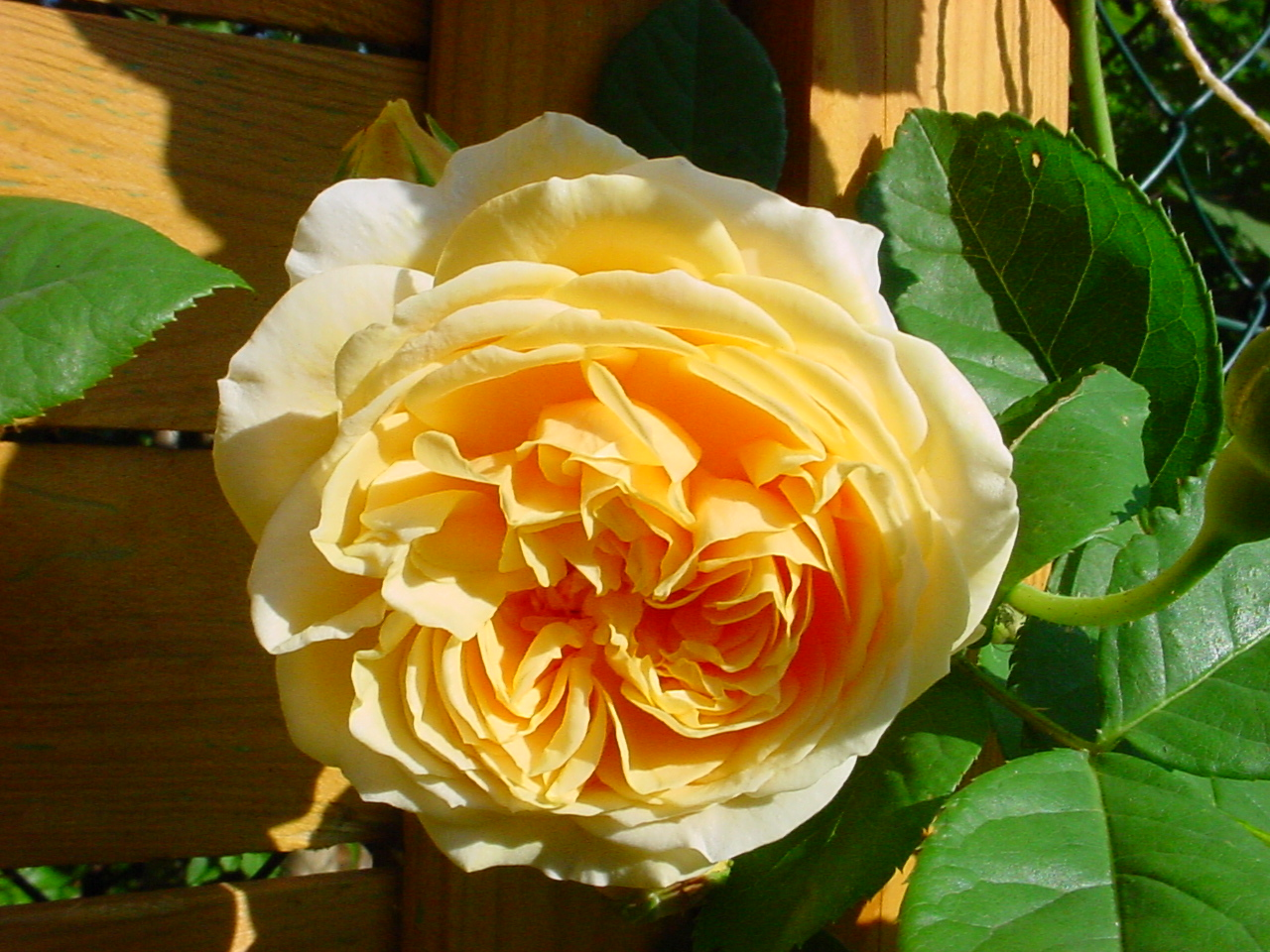
Rosa 'Teasing Georgia', David Austin, 1998 (Inglaterra) Internal breeder code: P/27/88. No. 112 in the 1999 Monza Competition.
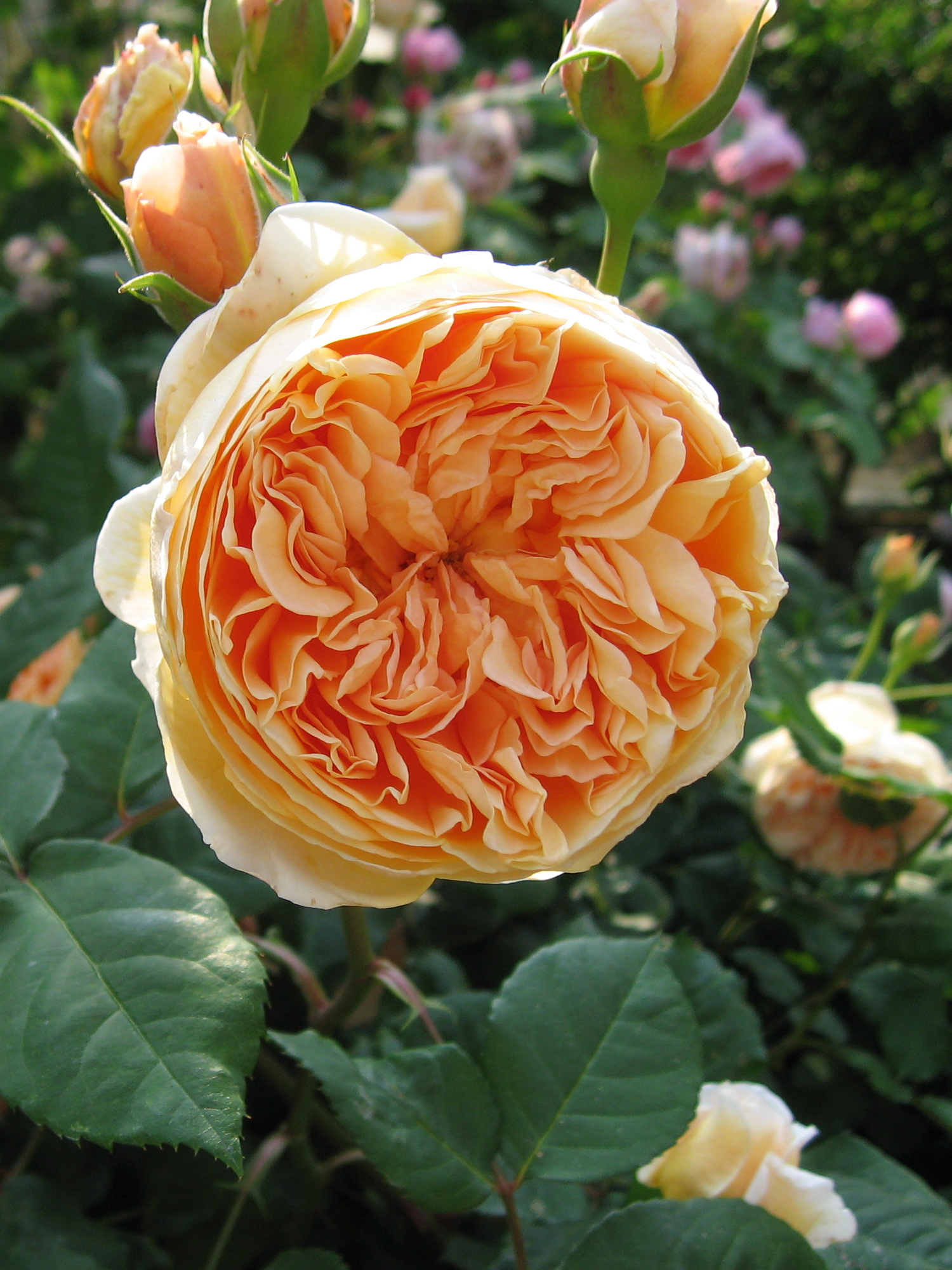
Rosa 'Crown Princess Margareta', David Austin, 1991 (Inglaterra) Internal breeder code: No. 271 in the 2000 Monza Competition.